# چک‌چکو
چک‌چکو یکی از آئین‌های سنتی ماه محرم در شهر استهبان استان فارس است. چک‌چکو گونه‌ای عزاداری سنتی است که در عصر عاشورا در این شهر با حضور اهالی انجام می‌گیرد. عزاداران از قبل دو قطعه سنگ یا چوب تهیه می‌کنند و به دور نوحه‌خوان گرد می‌آیند. به هنگام نوحه خوانی و با اشاره نوحه‌خوان، عزاداران به جای سینه زدن، سنگها را در دودست نگاه داشته و بالا می‌برند و در بالای سر دو سنگ یا دو چوب را به هم می‌زنند و بعد همزمان با ریتم نوحه، خم شده و دوباره سنگها را میان دو پایشان به یکدیگر می‌زنند. سپس به صورت هماهنگ یک گام به جلو و یک گام به عقب برمی‌دارند و دَم یا بیت اول نوحه را تکرار می‌کنند. آئین مذهبی «چک‌چکو» از سنت‌هایی است که با قدمت حدود ۳۰۰ ساله سال ۱۳۸۸ در فهرست میراث ناملموس کشور به ثبت ملی رسیده‌است.
افرادی که در این عزاداری شرکت می‌کنند بصورت دَوّار دو قطعه چوب به اندازه یک مشت در دست گرفته و به هم می‌کوبند و صدای به هم خوردن چوب‌ها در خیل عظیم جمعیت تداعی‌کننده صدای سم اسب‌هایی است که بر پیکر شهدا می‌تاختند و حرکات موزون و آهنگین‌بودن این مراسم تداعی‌کننده پایکوبی لشکریان عمربن سعد است. این سوگواران با کوبیدن دو تکه چوبی که در دست دارند به یکدیگر، گرد نوحه‌خوان جمع می‌شوند و نوحه‌سرا چنین می‌خواند:

اشعار چک چکو عمدتاً در طول این سالها ثابت مانده‌اند و طی این سالیان دهان به دهان و نسل به نسل منتقل شده‌اند تا به امروز که همچنان با شکوه فراوان در میان سوگواران خوانده می‌شوند. گفتنی است سوگواران در محله آب بخش میدان اصلی استهبان دور هم جمع می‌شوند که متولی این امر حسینیه ملاعبدالله شهرستان می باشد و عصر عاشورا این رسم سوگواری را در مظلومیت و شهادت مظلومانه امام سوم شیعیان برگزار می‌کنند؛ این مراسم با حضور دست کم ۵۰۰ نفر از سوگواران حسینی و خبرنگاران و عکاسان زیادی برگزار می‌شود.